# Zenón Díaz
Zenón Díaz (nacido el 8 de febrero de 1881 en San Marcos, provincia de Córdoba; fallecido el 5 de septiembre de 1948 en Rosario) fue un jugador de fútbol argentino. Se desempeñó en Rosario Central, y si bien sus primeros partidos fueron en el puesto de arquero, se consolidó luego como el mejor defensor argentino de los primeros años del fútbol. Se convirtió en el primer futbolista criollo en jugar para la Selección Argentina. Fue un deportista completo, ya que también practicó el atletismo, especializándose en saltos y lanzamientos.

## Biografía

### Rosario Central
Comenzó su carrera futbolística en 1903, en los albores del fútbol organizado en Argentina. Un día fue observado por Miguel Green y R. M. Jackson jugando a la ronda (un juego parecido al béisbol) en la calle. Al ver la seguridad de manos que tenía le propusieron ser arquero de Rosario Central. Así fue que sus primeros encuentros los disputó en ese puesto. Luego se consolidó como back central derecho, caracterizándose por ser un defensor seguro y difícil de pasar, y también por muy hábil para cortar los avances rivales. Al mismo tiempo de su desarrollo como futbolista, se desempeñó como tornero en los talleres del Ferrocarril Central Argentino.
Cuenta la anécdota que al dramaturgo uruguayo Florencio Sánchez no le gustaba el fútbol. Pero durante su estadía en Rosario, prófugo de la justicia uruguaya, fue invitado por Domingo Pérgolis, un dirigente canalla, a presenciar un encuentro de Rosario Central. Sánchez quedó maravillado por el despliegue y el juego de Zenón Díaz, al que llamó criollo con pinta de indio bravo.
Disputó 150 partidos y convirtió 8 goles (hay que considerar que no se cuentan con datos de muchos partidos de las primeras épocas del fútbol rosarino, por lo que estos números serían mayores; con esta cantidad de encuentros disputados, se encuentra quinto entre los futbolistas canallas con más presencias en la era amateur). Con el club auriazul fue campeón once veces, entre copas nacionales oficiales de AFA y Ligas rosarinas de primera división. Fue el arquero canalla en el primer partido oficial del club en 1903 ante Atlético del Rosario por la Copa Competencia. Luego pasó a ocupar un lugar en la zaga, ya que prefería la movilidad que en el arco no podía tener. Cuando Central se alzó con su primer título, la Copa Vila 1908, Díaz ya era un baluarte insustituible en el equipo. En ese 1908 convirtió su primer gol, por intermedio de un tiro penal, ante Reformer Athletic de Campana por la Copa de Honor, el 28 de mayo (victoria 5-1). Los años posteriores resultaron con rendimientos algo irregulares para el club, hasta que en 1913 se inicia un lustro plagado de títulos locales y nacionales, donde Zenón se mostró en la plenitud de su fútbol a pesar de tener ya edad avanzada para un futbolista de esa época. 

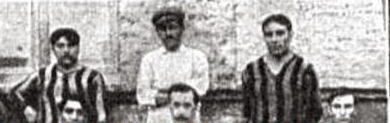
Ignacio Rota, Serapio Acosta y Zenón Díaz, la defensa canalla en 1913.

Se destacan sus actuaciones en las siguientes finales por copas nacionales: en 1913 ante Argentino de Quilmes, obteniendo la Copa Competencia de la Federación Argentina de Football; ante Racing Club por la Copa Dr. Carlos Ibarguren de 1915 con triunfo 3-1; y en 1916, en ambas finales ante Independiente, con triunfos canallas en la Copa de Honor y la Copa de Competencia Jockey Club. En todos los encuentros mencionados formó pareja de backs con Ignacio Rota, con quien compartió la misma durante gran parte de su carrera.
Fue muy respetado por sus compañeros, ya que era el referente del club. En una ocasión, en 1912, no fue convocado por la Liga Rosarina para integrar el seleccionado local que enfrentaría al de Uruguay. Sus compañeros Harry Hayes, Ignacio Rota, Serapio Acosta y Pablo Molina que sí habían sido llamados a integrar el equipo, rechazaron la convocatoria en solidaridad con el gran capitán canalla, aun cuando fueron sancionados por la Liga.
También recibía el afecto y la admiración de hinchas de otros clubes. En 1915 Central recibía a Central Córdoba por la Copa de Competencia Jockey Club en su cancha de Villa Sanguinetti (actual Cruce Alberdi). El resultado fue favorable a la visita 1 a 0. La hinchada charrúa esperaba la salida de sus futbolistas luego de finalizado el encuentro; el primero en aparecer fue Zenón, apesadumbrado por la derrota. Los seguidores de Central Córdoba primero lo aplaudieron para animarlo, y terminaron por llevarlo en andas hasta su casa distante a unas cuadras de la cancha.
Se retiró en mayo de 1919 a los 38 años, en un clásico ante Newell's en el Parque que finalizó 2-2. Debido al gran cansancio que sufría por el trajín de tantos años de fútbol, jugó los últimos minutos del encuentro como arquero, tal como había comenzado su carrera, reemplazando a su sobrino Octavio.
Falleció el 5 de septiembre de 1948, tras padecer una enfermedad.

#### Estadística en el club
| Año     | Jugados | Goles | Títulos |
| ------- | ------- | ----- | ------- |
| 1903    | 1       | 0     | 0       |
| 1904    | 1       | 0     | 0       |
| 1905(1) | 6       | 0     | 0       |
| 1906(1) | 8       | 0     | 0       |
| 1907(1) | 6       | 0     | 0       |
| 1908    | 12      | 1     | 1       |
| 1909(1) | 3       | 0     | 0       |
| 1910(1) | 3       | 0     | 1       |
| 1911    | 9       | 0     | 0       |
| 1912    | 8       | 3     | 0       |
| 1913(1) | 4       | 0     | 2       |
| 1914    | 19      | 1     | 2       |
| 1915    | 18      | 3     | 3       |
| 1916    | 23      | 0     | 4       |
| 1917    | 20      | 0     | 1       |
| 1918    | 7       | 0     | 0       |
| 1919    | 4       | 0     | 1       |
| Totales | 150     | 8     | 15      |

| Competencia           | Partidos | Goles |
| --------------------- | -------- | ----- |
| Ligas Rosarinas       | 105      | 7     |
| Copas nacionales      | 43       | 1     |
| Copas internacionales | 2        | 0     |
| Totales               | 150      | 8     |

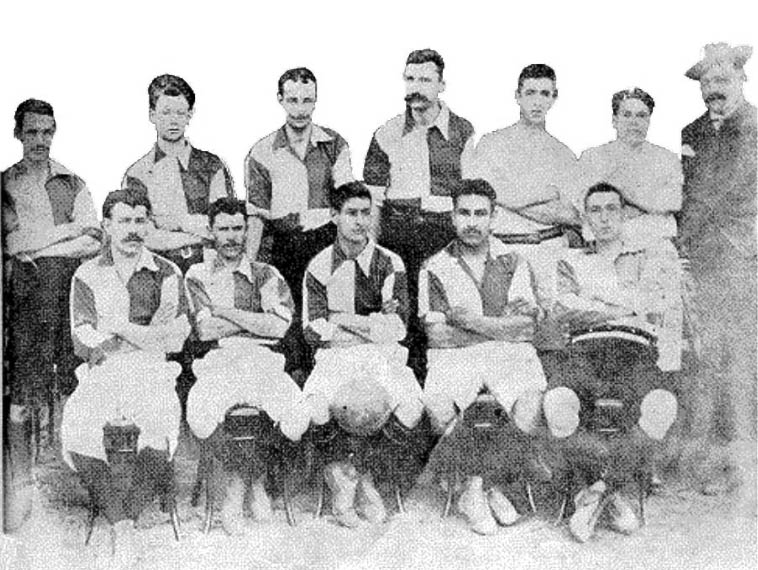
Díaz (penúltimo en la fila de los sentados) en el equipo canalla de 1903, junto a Miguel Green, su descubridor.

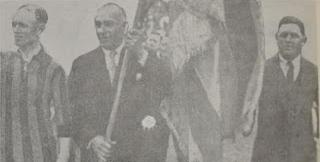
Zenón Díaz portando una bandera auriazul, escoltado por Harry Hayes a su izquierda y el jugador de Peñarol José Benincasa a su derecha, en ocasión de un encuentro amistoso el 27 de octubre de 1929, fecha en la que se inauguraron las tribunas de cemento del estadio de Arroyito.

Resumen según posiciones obtenidas en el club
| Temporada | Liga Rosarina | Copa Competencia | Copa de Honor | Copa Ibarguren |
| --------- | ------------- | ---------------- | ------------- | -------------- |
| 1903      | -             | 1/4              | -             | -              |
| 1904      | -             | 1/4              | -             | -              |
| 1905      | -             | SF               | 1/4           | -              |
| 1906      | 2.º           | SF               | SF            | -              |
| 1907      | 2.º           | 1/8              | 1/4           |                |
| 1908      | 1.º           | SF               | 1/4           | -              |
| 1909      | 2.º           | 1/8              | 1/8           |                |
| 1910      | 2.º           | 1/8              | 1/8           | -              |
| 1911      | 2.º           | 1/4              | 1/4           | -              |
| 1912      | 6.°           | 1/4              | 1/8           | -              |
| 1913      | 1.º           | 1.º              | -             | -              |
| 1914      | 1.º           |                  |               | 2.º            |
| 1915      | 1.º           | 1/8              | 1/8           | 1.º            |
| 1916      | 1.º           | 1.º              | 1.º           | 2.             |
| 1917      | 1.º           | SF               | SF            | 2.º            |
| 1918      | 2.º           | 1/4              | 1/4           | -              |
| 1919      | 1.º           | -'               | -             | -              |

Notas:
- Otros significados: SF (llegó hasta la semifinal), 1/4 (llegó hasta cuartos de final), 1/8 (llegó hasta los octavos de final).

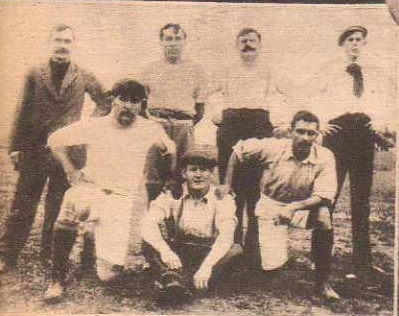
Futbolistas de Rosario Central en la década de 1910. De pie: ¿?, Zenón Díaz, Harry Hayes, ¿?; hincados: Ignacio Rota, ¿?, Juan Díaz.

|                                                              |
| Rosario Central en 1907; Díaz cierra la fila de los parados. |

|                                                            |
| Rosario Central en 1910; Díaz abre la fila de los parados. |

|                                                              |
| Rosario Central en 1913; Díaz cierra la fila de los parados. |

|                                                            |
| Rosario Central en 1915; Díaz abre la fila de los parados. |

|                                                            |
| Rosario Central en 1917; Díaz abre la fila de los parados. |

#### Finales jugadas en Copas nacionales e Internacionales
Disputó nueve finales (10 partidos) en estas instancias. De ellas siete fueron por copa nacionales, de las cuales resultó triunfante el canalla en cuatro. En las dos finales restantes, correspondió enfrentar a equipos uruguayos, por las copas de Honor y Competencia, luego de haber sido campeón de las mismas en la instancia argentina. 
En la única final en la que no compartió zaga con Ignacio Rota fue en la Copa Ibarguren de 1917; allí formó defensa con Patricio Clarke.
| 20 de octubre de 1913 Copa Competencia FAF 1913 | Rosario Central | 3-2 | Argentino de Quilmes | Gimnasia y Esgrima, Buenos Aires |  |
|                                                 | Antonio Blanco · Federico Flynn · Harry Hayes Serapio Acosta; Zenón Díaz, Ignacio Rota; Pablo Molina, Alberto Ledesma, Juan Díaz; Federico Flynn, Antonio Blanco, Harry Hayes, Ennis Hayes, Fidel Ramírez |     | Guillermo Dannaher · Pascual Polimeni · Rotondo; A. Ceruti, Rodolfo Martínez; J. R. Pozo, Atilio Badaracco, Gerónimo Badaracco; César Badaracco, Arrillaga, Guillermo Dannaher, J. J. Pozo, Pascual Polimeni |                                  |  |

| 6 de diciembre de 1914 Copa Ibarguren 1914 | Racing Club | 1-0 | Rosario Central | Atlético Estudiantes, Buenos Aires |  |
|                                            | Alberto Marcovecchio S. Arduino; Armando Reyes, S. Ochoa; Ricardo Pepe, Francisco Olazar, Ángel Floro Betular; Zoilo Canavery, Alberto Ohaco, Alberto Marcovecchio, Juan Hospital, Juan Perinetti |     | Serapio Acosta; Zenón Díaz, Ignacio Rota; Juan Díaz, Alberto Ledesma, Pablo Molina; Alfredo Woodward, Antonio Blanco, Harry Hayes, Ennis Hayes, Fidel Ramírez |                                    |  |

| 26 de marzo de 1916 Copa Ibarguren 1915 | Rosario Central | 0-0 | Racing Club | Independiente, Avellaneda |  |
|                                         | Ramón Moyano; Zenón Díaz, Ignacio Rota; Jacinto Perazzo, Eduardo Blanco, Ernesto Rigotti; Antonio Blanco, José Laiolo, Harry Hayes, Ennis Hayes, Mario José Barbieri |     | S. Arduino; S. Ochoa, Armando Reyes; Ángel Floro Betular, Francisco Olazar, Ricardo Pepe; J. Viazzi, Zoilo Canavery, Alberto Ohaco, Juan Hospital, Juan Perinetti |                           |  |

| 30 de abril de 1916 Copa Ibarguren 1915 | Rosario Central | 3-1 | Racing Club | Gimnasia y Esgrima, Buenos Aires |  |
|                                         | José Laiolo · Alfredo Woodward Ramón Moyano; Zenón Díaz, Ignacio Rota; Jacinto Perazzo, Eduardo Blanco, Ernesto Rigotti; Mario José Barbieri, Antonio Blanco, José Laiolo, Ennis Hayes, Alfredo Woodward |     | Nicolás Vivaldi · S. Arduino; Ricardo Pepe, Armando Reyes; Ángel Floro Betular, Francisco Olazar, Juan Viazzi; Zoilo Canavery, Nicolás Vivaldi, Alberto Ohaco, Juan Hospital, Juan Perinetti |                                  |  |

| 12 de noviembre de 1916 Copa de Honor 1916 | Rosario Central | 1-0 | Independiente | Racing Club, Avellaneda |  |
|                                            | Ennis Hayes Ramón Moyano; Zenón Díaz, Ignacio Rota; Eduardo Blanco, Jacinto Perazzo, Ernesto Rigotti; Antonio Blanco, José Laiolo, Harry Hayes, Ennis Hayes, José Clarke |     | Secundino Miguens; Antonio Ferro, Roberto Sande; Juan Cánepa, Ernesto Sande, Ernesto Scoffano; Pascual Garré, Ernesto Strittmatter, Alberto Cherro, Aníbal Arroyuelo, Gualberto Galeano |                         |  |

| 17 de diciembre de 1916 Copa de Competencia Jockey Club 1916 | Rosario Central | 2-1 | Independiente | Racing Club, Avellaneda |  |
|                                                              | Antonio Blanco · Harry Hayes Guillermo Niblo; Zenón Díaz, Ignacio Rota; Eduardo Blanco, Jacinto Perazzo, Ernesto Rigotti; Antonio Blanco, José Laiolo, Harry Hayes, Ennis Hayes, Patricio Furlong |     | Ernesto Strittmatter · Secundino Miguens; Atilio Brameri, Roberto Sande; Juan Cánepa, Ernesto Sande, José Ventureira; Antonio Ferro, Ernesto Strittmatter, Alberto Cherro, Aníbal Arroyuelo, Gualberto Galeano |                         |  |

| 10 de diciembre de 1916 Copa de Honor Cousenier 1916 | Nacional de Uruguay | 6-1 | Rosario Central | Parque Central, Montevideo |  |
|                                                      | Ángel Romano · Carlos Scarone · Héctor Scarone Santiago Demarchi; Pesquera, Ángel Foglino; Del Cioppo, Abdón Porte, José Vanzzino; José Brachi, Héctor Scarone, Ángel Romano, Carlos Scarone, Pascual Somma |     | Ennis Hayes · Guillermo Atsbury; Zenón Díaz, Ignacio Rota; Eduardo Blanco, Jacinto Perazzo, Ernesto Rigotti; Antonio Blanco, José Laiolo, Harry Hayes, Ennis Hayes, Alfredo Woodward |                            |  |

| 24 de diciembre de 1916 Copa Chevallier Boutell 1916 | Peñarol | 3-0 | Rosario Central | Racing Club, Buenos Aires |  |
|                                                      |         |     | Guillermo Niblo; Zenón Díaz, Ignacio Rota; Eduardo Blanco, Jacinto Perazzo, Ernesto Rigotti; Antonio Blanco, José Laiolo, Harry Hayes, Ennis Hayes, Fidel Ramírez |                           |  |

| 30 de diciembre de 1916 Copa Ibarguren 1916 | Racing Club | 6-0 | Rosario Central | Racing Club, Avellaneda |  |
|                                             | Juan Hospital · Alberto Marcovecchio · Nicolás Vivaldi · Zoilo Canavery · Francisco Olazar S. Arduino; Alberto Ohaco, Armando Reyes; Ricardo Pepe, Francisco Olazar, Juan Viazzi; Zoilo Canavery, Nicolás Vivaldi, Alberto Marcovecchio, Juan Hospital, Juan Perinetti |     | Guillermo Niblo; Zenón Díaz, Ignacio Rota; Eduardo Blanco, Jacinto Perazzo, Ernesto Rigotti; Antonio Blanco, José Laiolo, Harry Hayes, Ennis Hayes, Fidel Ramírez |                         |  |

| 13 de enero de 1918 Copa Ibarguren 1917 | Racing Club | 3-2 | Rosario Central | Gimnasia y Esgrima, Buenos Aires |  |
|                                         | Juan Perinetti · Alberto Marcovecchio Marcos Croce; Roberto Castagnola, Armando Reyes; Ricardo Pepe, Francisco Olazar, Nicolás Vivaldi; Natalio Perinetti, Alberto Ohaco, Alberto Marcovecchio, Ricardo Minondo, Juan Perinetti |     | Antonio Blanco · José Clarke Juan Bruno; Zenón Díaz, Patricio Clarke; Eduardo Blanco, Jacinto Perazzo, Pablo Molina; Manuel Mesa, Antonio Blanco, José Clarke, Harry Hayes, Alfredo Woodward |                                  |  |

#### Partidos frente a Newell's
Consta que Zenón Díaz disputó al menos 20 encuentros ante el equipo rojinegro, en la época que se comenzó a gestar la rivalidad máxima entre ambos clubes. Salió triunfante en 11 de estos partidos, empató 2 y perdió 7. Su primer enfrentamiento fue por la Copa Pinasco de 1906, el día 25 de mayo. Fue igualdad 1-1, con gol de Danny Green para Rosario Central. Su último clásico fue también su último encuentro como futbolista, el 4 de mayo de 1919. Fue empate, 2-2, con goles de los hermanos Harry y Ennis Hayes. Participó también en la primera victoria (2-0 en 1907) y en las máximas goleadas ante Newell's (9-0 en 1917 y 8-0 en 1916).

Zenón en 1945, junto a la dupla de marcadores centrales del canalla ese año, Rodolfo De Zorzi y Roberto Yebra.

| Fecha      | Torneo        | Resultado  | Fecha      | Torneo        | Resultado  |
| ---------- | ------------- | ---------- | ---------- | ------------- | ---------- |
| 25-05-1906 | Copa Pinasco  | RC 1-NOB 1 | 20-12-1912 | Copa de Honor | RC 3-NOB 5 |
| 09-07-1907 | Copa Vila     | RC 3-NOB 5 | 25-05-1914 | Copa Vila     | RC 6-NOB 2 |
| 08-09-1907 | Copa Vila     | RC 2-NOB 0 | 11-10-1914 | Copa Vila     | RC 5-NOB 0 |
| 02-08-1908 | Copa Vila     | RC 9-NOB 3 | 25-05-1915 | Copa Vila     | RC 6-NOB 0 |
| 20-09-1908 | Copa Vila     | RC 3-NOB 0 | 17-10-1915 | Copa Vila     | RC 6-NOB 0 |
| 18-07-1909 | Copa de Honor | RC 2-NOB 3 | 29-06-1916 | Copa de Honor | RC 8-NOB 0 |
| 08-08-1909 | Copa Vila     | RC 2-NOB 3 | 30-07-1916 | Copa Vila     | RC 4-NOB 0 |
| 26-09-1909 | Copa Vila     | RC 0-NOB 2 | 01-11-1916 | Copa Vila     | RC 6-NOB 0 |
| 30-07-1911 | Copa de Honor | RC 1-NOB 2 | 09-09-1917 | Copa Vila     | RC 9-NOB 0 |
| 28-07-1912 | Copa Vila     | RC 0-NOB 7 | 04-05-1919 | Copa Vila     | RC 2-NOB 2 |

### Su amistad con Harry Hayes

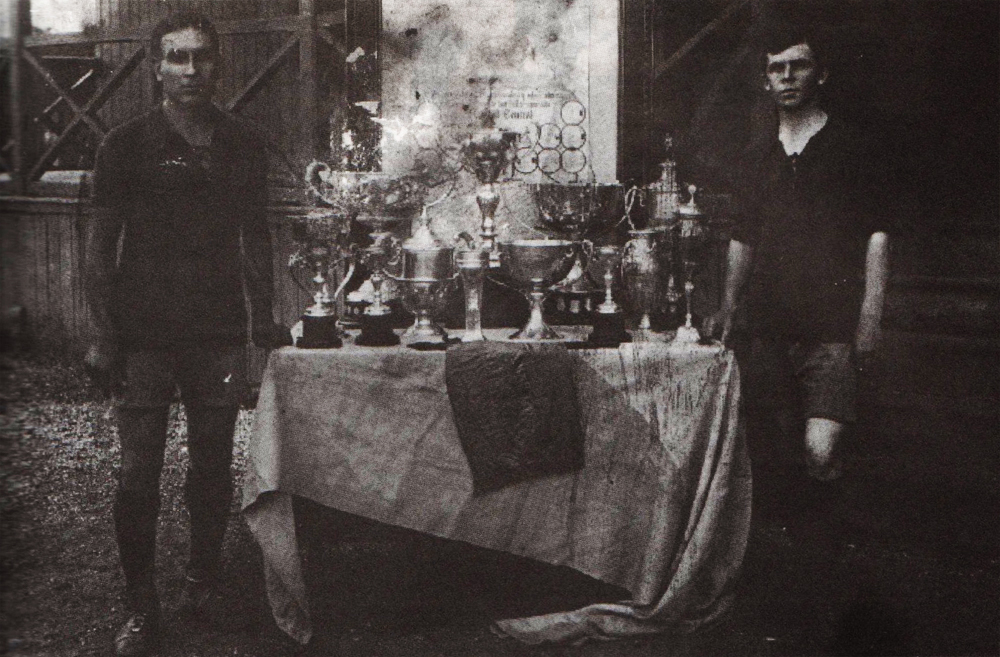
Zenon y Harry: dos de los máximos ídolos de la historia canalla.

Forjó una gran relación con el otro gran ídolo canalla de aquellos años, Harry Hayes, con quien compartió unas 20 temporadas de fútbol defendiendo los colores de Rosario Central. En el esplendor de su carrera rechazó una oferta para ir al fútbol británico, mientras que Harry se negó a ser transferido a un club de Buenos Aires. Ambos habían sellado una promesa de nunca dejar el club.

### DinastíaCanalla

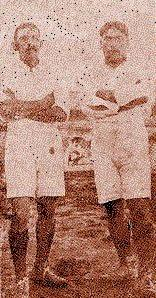
Juan Díaz e Ignacio Rota; el primero fue hermano y compinche de Zenón, mientras que Rota fue su compañero de zaga desde 1909 hasta 1917.

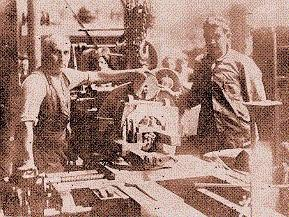
Zenón Díaz y su sobrino Octavio, trabajando en los talleres del FCCA. Ambos se jubilaron como ferroviarios.

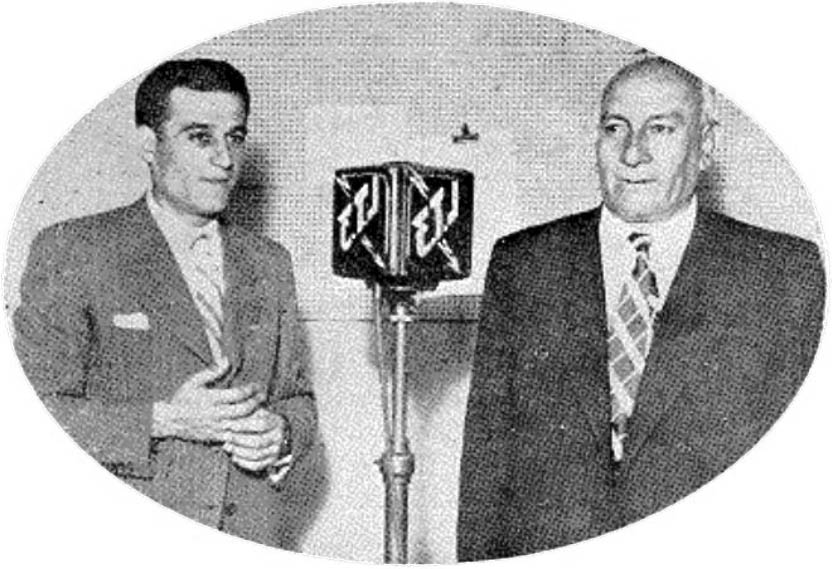
Zenón y su hijo Oscar durante una alocución radial motivada por el Cincuentenario de Rosario Central.

Zenón encabezó una dinastía de futbolistas de la familia Díaz que signó la historia de Central en sus primeras décadas. Su hermano Juan Díaz fue mediocampista y acompañó a Zenón durante años en el primer equipo centralista; su sobrino Octavio Díaz, hijo de Juan, fue un gran arquero, de los más destacados de su época, y llegó a jugar con su tío en el último año de la carrera de este, constituyéndose además en el primer caso de futbolistas con parentesco de tío y sobrino en vestir la casaca de la Selección Argentina; su hijo Oscar fue un delantero que jugó a mediados de la década de 1930, y vistió también las casacas de River y Quilmes.
La complicidad con su hermano Juan tuvo un suceso curioso: en 1912 Central enfrentaba a Provincial y el partido se encontraba 0 a 0. En una jugada en la que varios futbolistas se encontraban en el área del equipo rojo, la pelota quedó cerca de Juan Díaz, pero en una posición poco propicia para rematarla, cuando siente un empujón que hace que toque el balón al gol. Quien lo había empujado fue Zenón.

### Participación en los festejos por el Cincuentenario de Rosario Central

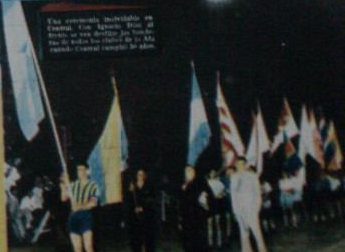
Zenón porta la bandera del club durante el desfile del Cincuentenario.

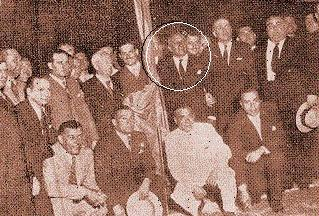
Aún con el estandarte, posa junto a dirigentes y exfutbolistas.

Fue una las principales figuras homenajeadas por el club, coronándolo como uno de sus futbolistas más destacados en los 50 años de historia auriazul. Tuvo el honor de ser designado como el abanderado del club, portando el estandarte canalla durante el desfile y la ceremonia toda. Además fue uno de los oradores en la edición especial por el Cincuentenario centralista del programa radial La voz del deporte, emitida por LT3, emisora rosarina, y conducido por el periodista y fotógrafo Joaquín Chiavazza.

## Clubes
| Club            | País      | Año       |
| --------------- | --------- | --------- |
| Rosario Central | Argentina | 1903-1919 |

## Selección nacional

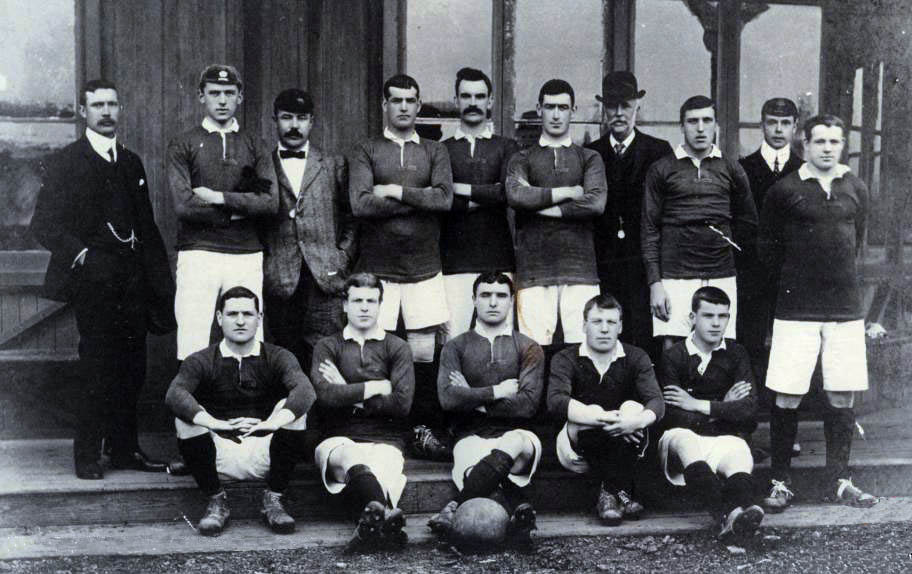
Equipo de Nottingham Forest que enfrentó a Argentina en 1905

Es el primer jugador de origen criollo en vestir la camiseta de la Selección Argentina (además, también el primer futbolista no perteneciente a un club de Buenos Aires), al ser convocado para disputar un amistoso ante Nottingham Forest de Inglaterra, el 29 de mayo de 1905. Formó pareja de backs en dicho partido con C. C. Brown. Ya se había enfrentado a este equipo inglés formando parte de la selección de Rosario. Al año siguiente enfrentó a Uruguay por la Copa Lipton, obteniendo el título y formando pareja de centrales con Jorge Gibson Brown.
Luego pasó varios años hasta ser nuevamente convocado. Tuvo entonces otros cuatro encuentros en 1913, obteniendo la Copa Gran Premio de Honor Argentino. En estos partidos formó pareja de centrales con Arturo Reparaz, jugador de Gimnasia de Buenos Aires, excepto en el último de ellos, en el que lo hizo con Antonio Apraiz, el otro back de Gimnasia. 

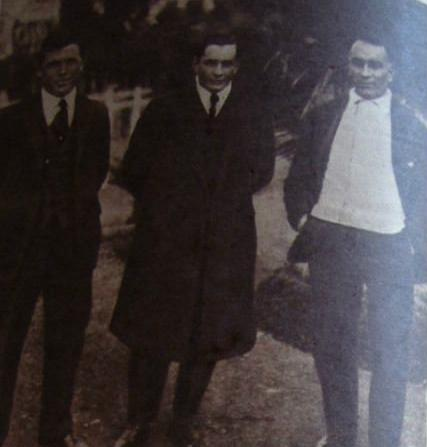
Harry Hayes, Ennis Hayes y Zenón Díaz en la previa del encuentro ante Uruguay por el Sudamericano de 1916.

Disputó el Campeonato Sudamericano 1916, consiguiendo el subcampeonato. Con 35 años, enfrentó nuevamente a los uruguayos en la última fecha del torneo; Argentina debía ganar para superar a su rival en la tabla, pero el encuentro finalizó igualado sin goles. Ese mismo año se alzó con las copas Newton, Gran Premio de Honor Uruguayo y Círculo de Prensa (este fue su último encuentro con la albiceleste, el 29 de octubre de 1916). Formó dupla defensiva con el back de Racing Club Armando Reyes en todos los encuentros que jugó ese año.
Al momento de disputar su último partido con la casaca albiceleste contaba con 35 años y diez meses de edad, lo que lo convierte en el cuarto futbolista más longevo en jugar para la Selección Argentina. Lo superan en esta lista Ángel Labruna (39 años), Amadeo Carrizo (38) y Esteban Fuertes (36).
Fue capitán del equipo en cinco de los diez encuentros que disputó con la Selección.
| Selección | Año       |
| --------- | --------- |
| Argentina | 1905-1916 |

### Participaciones en la Copa América
| Copa                         | Sede      | Resultado  | PJ | Goles |
| ---------------------------- | --------- | ---------- | -- | ----- |
| Campeonato Sudamericano 1916 | Argentina | Subcampeón | 1  | 0     |

### Detalle de partidos en el seleccionado Argentino
| 29 de junio de 1905 Amistoso | Argentina | 0-5 | Nottingham Forest | Gimnasia y Esgrima, Buenos Aires |  |

| 15 de agosto de 1906 Copa Lipton | Uruguay | 0-2 | Argentina | Parque Central, Montevideo |  |
|                                  | Cayetano Saporiti; Carlos Carve Urioste, Carlos Cibils; Ceferino Camacho, Fernando Loutert, Alejandro Cordero; Aniceto Camacho, Cándido Hernández Bentancor, Ernesto Bouton Reyes, Juan Peña, Pedro Zibechi |     | Alfredo Brown · Tristán González José Baruca Laforia; Zenón Díaz, Jorge Gibson Brown; Carlos Buchanan, Juan Domingo Brown, Patricio Browne; Alfredo Brown, Carlos Dickinson, Eliseo Brown, Gottlob Weis, Tristán González |                            |  |

| 27 de abril de 1913 Amistoso | Argentina | 0-0 | Uruguay | Gimnasia y Esgrima, Buenos Aires |  |
|                              | Juan Rithner; Zenón Díaz , Arturo Reparaz; Juan Johnston, Ernesto Sande, Santiago Sayanes; Conrado Grieshaber, Guillermo Dannaher, Harry Hayes, Gerónimo Badaracco, Pascual Polimeni |     | Cayetano Saporiti; José Benincasa, Alfredo Foglino; Martín Aphesteguy, Pablo Dacal, Lucio Gorta; José Durán Guani, Antonio Farinasso, Vicente Módena, Jorge Pacheco, Ricardo Vallarino |                                  |  |

| 13 de julio de 1913 Amistoso | Uruguay | 5-4 | Argentina | Parque Central, Montevideo |  |
|                              | Pedro Zibechi · Vicente Legarburo · José Pérez · Lucio Gorla Cayetano Saporiti; Miguel Aphesteguy, José Benincasa; José Durán Guani, Pablo Dacal, Carlos Castro; Jorge Pacheco, José Pérez, Vicente Legarburo, Pedro Zibechi, Lucio Gorla |     | Carlos Guidi · Harry Hayes · Juan Rithner; Zenón Díaz, Antonio Apraiz; Pablo Molina, Ernesto Sande, Gerónimo Badaracco; Conrado Grieshaber, Guillermo Dannaher, Carlos Guidi, Pascual Polimeni, Harry Hayes |                            |  |

| 31 de agosto de 1913 Copa Honor Argentino | Argentina | 2-0 | Uruguay | Gimnasia y Esgrima, Buenos Aires |  |
|                                           | Harry Hayes · Pascual Polimeni Juan Rithner; Zenón Díaz, Arturo Reparaz; Juan José Lamas, Ernesto Sande, Gerónimo Badaracco; Santiago Sayanes, Carlos Guidi, Guillermo Dannaher, Harry Hayes, Pascual Polimeni |     | Cayetano Saporiti; Alfredo Foglino, Alfredo Granja; José Benincasa, Jorge Pacheco, Juan Delgado; Antonio Farinasso, Jilio Landeira, José Pérez, José Tognola, Lucio Gorla |                                  |  |

| 28 de septiembre de 1913 Amistoso | Argentina | 4-0 | Uruguay | Gimnasia y Esgrima, Buenos Aires |  |
|                                   | Pascual Polimeni · Guillermo Dannaher , Juan Rithner; Zenón Díaz, Arturo Reparaz; Santiago Sayanes, Ernesto Sande, Gerónimo Badaracco; Zoilo Canavery, Guillermo Dannaher, Carlos Guidi, Pascual Polimeni, Domingo Arrillaga |     | Cayetano Saporiti; Alfredo Foglino, José Benincasa; Antonio Retta, John Harley, Miguel Aphesteguy; Jorge Pacheco, José Pérez, Ricardo Vallarino, Pedro Zibechi, Lucio Gorla |                                  |  |

| 17 de julio de 1916 Campeonato Sudamericano | Argentina | 0-0 | Uruguay | Gimnasia y Esgrima, Buenos Aires |  |
|                                             | Carlos Isola; Zenón Díaz , Armando Reyes; Francisco Olazar, Gerónimo Badaracco, Juan Perinetti; Pedro Martínez, Adolfo Heisinger, Alberto Ohaco, Harry Hayes, Ennis Hayes |     | Cayetano Saporiti; Alfredo Foglino, Alfredo Zibechi; Miguel Benincasa, Juan Delgado, Manuel Varela; Isabelino Gradín, José Piendibene, José Tognola, Pascual Somma, Rodolfo Marán |                                  |  |

| 15 de agosto de 1916 Copa Newton | Argentina | 3-1 | Uruguay | Racing Club, Avellaneda |  |
|                                  | Alberto Ohaco · Marius Hiller Emilio Fernández; Zenón Díaz , Armando Reyes; Ernesto Sande, Pedro Martínez, Santiago Sayanes; Zoilo Canavery, Alberto Ohaco, Carlos Guidi, Marius Hiller, Pascual Polimeni |     | Antonio Farinasso · Miguel Benincasa; Antonio Urdinarán, Domingo Melogno; Fausto Broncini, John Harley, Pablo Dacal; Antonio Brienza, Antonio Farinasso, Antonio Márques Castro, Carlos Scarone, José Pérez |                         |  |

| 1 de octubre de 1916 Copa Honor Uruguayo | Uruguay | 0-1 | Argentina | Parque Belvedere, Montevideo |  |
|                                          | Cayetano Saporiti; Alfredo Foglino, Alfredo Granja; Bernardo Savio, Juan Delgado, Pedro Olvieri; Ángel Romano, Carlos Scarone, Isabelino Gradín, José Piendibene, Pascual Somma |     | Atilio Badalini Carlos Isola; Zenón Díaz , Armando Reyes; Ernesto Matozzi, Alberto Felisari, Alberto Ohaco; Juan Perinetti, Pascual Garré, Alberto Marcovecchio, Atilio Badalini, Carlos Guidi |                              |  |

| 29 de octubre de 1916 Copa Círculo de la Prensa | Uruguay | 3-1 | Argentina | Parque Central, Montevideo |  |
|                                                 | Isabelino Gradín · Carlos Mongelar Cayetano Saporiti; Alfredo Foglino, José Benincasa; Bernardo Savio, José Vanzzino, Pedro Olivieri; Ángel Romano, Carlos Mongelar, Isabelino Gradín, José Piendibene, Pascual Somma |     | Carlos Guidi · Carlos Isola; Zenón Díaz , Armando Reyes; Ernesto Matozzi, Alberto Felisari, Ernesto Sande; Juan Perinetti, Elías Fernández, Carlos Guidi, Ennis Hayes, Harry Hayes |                            |  |

Nota: Los encuentros disputados el 13-07-1913 y el 28-09-1913 fueron vistiendo la camiseta de la selección de la Federación Argentina de Football, la cual se había creado luego de un cisma producido en la Asociación Argentina de Football. Estos partidos son calificados por RSSSF.com como propios de una selección disidente, pero tanto la AFA como la FIFA los reconocen como oficiales, ya que la FAF luego se reintegró a la AAF, siendo ambas parte de la génesis de la actual entidad madre del fútbol argentino.

### Estadística en la selección

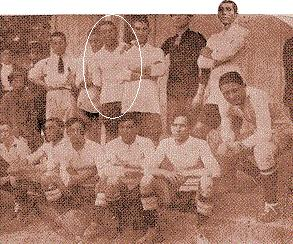
Aquí integrando el Seleccionado Rosarino que enfrentó en 1916 a Uruguay.

| PJ | Goles | Títulos | PG | PE | PP |
| -- | ----- | ------- | -- | -- | -- |
| 10 | 0     | 5       | 5  | 2  | 3  |

 Por torneo 
| Torneo                              | PJ | Goles | Títulos |
| ----------------------------------- | -- | ----- | ------- |
| Amistosos                           | 4  | 0     | 0       |
| Copa Lipton                         | 1  | 0     | 1       |
| Copa Newton                         | 1  | 0     | 1       |
| Copa Gran Premio de Honor Argentino | 1  | 0     | 1       |
| Copa Gran Premio de Honor Uruguayo  | 1  | 0     | 1       |
| Copa Círculo de la Prensa           | 1  | 0     | 1       |
| Campeonato Sudamericano             | 1  | 0     | 0       |
| Total                               | 10 | 0     | 5       |

Por año
| Año   | PJ | Goles | Títulos |
| ----- | -- | ----- | ------- |
| 1905  | 1  | 0     | 0       |
| 1906  | 1  | 0     | 1       |
| 1913  | 4  | 0     | 1       |
| 1916  | 4  | 0     | 3       |
| Total | 10 | 0     | 5       |

### Selección de Rosario
En las primeras épocas del fútbol argentino, las selecciones de cada liga gozaban de gran prestigio, y no solo se enfrentaban entre sí, sino también con selecciones nacionales, hasta la propia Argentina. Zenón Díaz integró el primer encuentro del seleccionado rosarino (el 16 de mayo de 1905) en el ya mencionado encuentro ante Nottingham Forest de Inglaterra. Dicho combinado se formó con jugadores de Central y Atlético del Rosario. Los otros futbolistas de Central que integraron ese equipo fueron A. Norris, Armando Ginocchio, C. H. Nissen y Daniel Green. Este juego se disputó pocos días después de que la zona litoraleña de la provincia de Santa Fe sufriera una severa inundación. Los futbolistas ingleses se prestaron a jugar el partido a beneficio de los afectados.
Entre otros encuentros destacados de los que formó parte se pueden mencionar los siguientes: el jugado en 1906 ante Sudáfrica, primer seleccionado nacional en visitar la ciudad; en 1909 ante Tottenham Hotspur; en 1912, el 24 de noviembre, formando parte del seleccionado de la Federación Rosarina, triunfando 2-1 frente al equipo de la Federación Argentina, con gol de Zenón incluido; otro en ese año, el 9 de junio, ante Buenos Aires por la primera edición de la Copa Reyna con victoria 4-3 como visitante; en 1915 ante Uruguay, con victoria 3-2 y el título de la Copa Asociación; en 1916 ante Buenos Aires, primero por la Copa Mariano Reyna (derrota 1-2), luego por la Copa Rosario (victoria 1-0). 
Su último encuentro como internacional fue con la camiseta rosarina ante Uruguay por la Copa Asociación el 9 de julio de 1917. Ese mismo año obtuvo la Copa Liga Cordobesa al enfrentarse al seleccionado de dicha asociación.

## Palmarés

### Con Rosario Central

#### Torneos nacionales oficiales
| Título                          | Año  |
| ------------------------------- | ---- |
| Copa de Competencia             | 1913 |
| Copa Dr. Carlos Ibarguren       | 1915 |
| Copa de Honor                   | 1916 |
| Copa de Competencia Jockey Club | 1916 |

#### Torneos locales oficiales
| Título                          | Año  |
| ------------------------------- | ---- |
| Liga Rosarina de Fútbol         | 1908 |
| Copa Damas de Caridad           | 1910 |
| Federación Rosarina de Football | 1913 |
| Liga Rosarina de Fútbol         | 1914 |
| Copa Damas de Caridad           | 1914 |
| Liga Rosarina de Fútbol         | 1915 |
| Copa Damas de Caridad           | 1915 |
| Liga Rosarina de Fútbol         | 1916 |
| Copa Damas de Caridad           | 1916 |
| Liga Rosarina de Fútbol         | 1917 |
| Liga Rosarina de Fútbol         | 1919 |

### Con la Selección Argentina (amistosos)
| Título                              | Año  |
| ----------------------------------- | ---- |
| Copa Lipton                         | 1906 |
| Copa Gran Premio de Honor Argentino | 1913 |
| Copa Newton                         | 1916 |
| Copa Gran Premio de Honor Uruguayo  | 1916 |
| Copa Círculo de la Prensa           | 1916 |

### Con la Selección de Rosario (amistosos)
| Título                           | Año  |
| -------------------------------- | ---- |
| Copa Mariano Reyna               | 1912 |
| Copa Mariano Reyna               | 1913 |
| Copa Asociación                  | 1915 |
| Copa Rosario "Miguel Culaciatti" | 1916 |
| Copa Liga Cordobesa              | 1917 |